# The 40 Year-Old Virgin
The 40 Year-Old Virgin (bra: O Virgem de 40 Anos; prt: Virgem aos 40 Anos) é um filme de comédia romântica estadunidense de 2005 escrito, produzido e dirigido por Judd Apatow. É protagonizado por Steve Carell, que interpreta Andy, um virgem de 40 anos que trabalha em uma loja de eletrônicos. Paul Rudd, Romany Malco e Seth Rogen interpretam os colegas de trabalho que decidem ajudá-lo a perder a virgindade. Catherine Keener é Trish, interesse amoroso de Andy.
O roteiro foi escrito por Steve Carell, embora uma grande parte dos diálogos sejam  improvisados. O filme estreou nos cinemas da América do Norte em 19 de agosto de 2005, e foi lançado em região 1 de DVD em 13 de dezembro de 2005.

## Enredo
Andy Stitzer é um virgem de 40 anos de idade. Ele mora sozinho, joga videogames e trabalha em uma loja de eletrônicos. Em uma noite de pôquer com os colegas, ele é forçado a admitir que ainda é virgem. Sentindo pena dele, o grupo resolve ajudar Andy a perder a virgindade.

## Elenco
| Personagem                    | Ator / Atriz           |
| ----------------------------- | ---------------------- |
| Andy                          | Steve Carell           |
| Trish                         | Catherine Keener       |
| David                         | Paul Rudd              |
| Cal                           | Seth Rogen             |
| Jay                           | Romany Malco           |
| Nicky                         | Leslie Mann            |
| Beth                          | Elizabeth Banks        |
| Paula                         | Jane Lynch             |
| Marla                         | Kat Dennings           |
| Bernadette                    | Marika Dominczyk       |
| Mooj                          | Gerry Bednob           |
| Haziz                         | Shelley Malil          |
| Mark                          | Jordan Masterson       |
| Julia                         | Chelsey Smith          |
| Jill                          | Erica Vittina Phillips |
| Amy                           | Mindy Kaling           |
| Gina                          | Mo Collins             |
| Comprador do eBay             | Jonah Hill             |
| Conselheira na clínica        | Nancy Walls            |
| Pai na clínica                | David Koechner         |
| Pai na clínica                | Cedric Yarbough        |
| Pai na clínica                | Jeff Kahn              |
| Garoto na clínica             | Nick Lashaway          |
| Garoto na clínica             | Loren Berman           |
| Pretendente                   | Kimberly Page          |
| Esteticista                   | Miki Mia               |
| Garota que leva chute de Andy | Carla Gallo            |
| Limpador de tapetes           | Joe Nunez              |
| Cliente do Jay                | Kevin Hart             |

## Produção
O filme é baseado em uma esquete que Carell criou enquanto atuava com a trupe de comédia de improvisação The Second City. Carell fez muitas versões da esquete, experimentando diferentes cenários nos quais um homem de 40 anos de idade está escondendo um "grande segredo". Apatow teve dificuldade em criar o final do filme. Garry Shandling sugeriu que era importante mostrar que Andy estava com uma vida sexual melhor porque estava apaixonado, e em vez de mostrar diretamente o ato sexual, eles decidiram que Andy teria um número musical. Apatow começou a escolher o elenco do filme no início do processo de desenvolvimento e, não tendo escolhas prévias para os amigos e funcionários da loja, pôde adaptar o roteiro aos pontos fortes dos atores. Catherine Keener foi a primeira escolha para a protagonista feminina.
A produção do filme teve início em 17 de janeiro de 2005, e terminou em 1 de abril de 2005. A produção chegou a ser interrompida pela Universal Pictures após a primeira semana, devido a preocupações de que a aparência física do personagem de Carell se assemelhava à de um serial killer, e de que as primeiras filmagens não eram engraçadas. Paul Rudd foi criticado por estar acima do peso, e o estúdio não gostou de como Apatow estava "tratando o filme como uma produção independente". A Universal também se recusou a permitir que Apatow escalasse Jason Segel para o filme.
A depilação do peito de Andy foi feita de verdade, com cinco câmeras configuradas para capturar o momento. A produção utilizou mais de trezentos mil metros de filme, marco alcançado no último dia de filmagem e premiado com champanhe grátis oferecido pela Technicolor. Usando a conversão de 28 metros de filme por minuto, isso significa que a taxa de filmagem do filme é de 30:1 (30 metros de material bruto para cada metro de filme após a edição) para a versão nos cinemas (25:1 para a versão sem classificação).
A American Humane Association reteve o aviso "nenhum animal foi ferido" devido à morte acidental de vários peixes tropicais usados no filme.

## Recepção

### Bilheteria
O filme foi um sucesso de verão e estreou na liderança das bilheterias estadunidenses, arrecadando US$ 21,422,815 durante sua semana de estreia e permanecendo no primeiro lugar na semana seguinte. O filme arrecadou um total de US$ 109,449,237 no mercado interno, e US$ 67,929,408 no exterior, totalizando uma arrecadação geral de US$ 177,378,645. O filme foi o 25º arrecadador global e o 19º nos Estados Unidos naquele ano.

### Resposta da crítica
The 40 Year-Old Virgin foi recebido com críticas positivas. O site agregador de críticas Rotten Tomatoes deu-lhe uma classificação de 85%, com base em comentários de 160 críticos, o que o tornou a comédia de 2005 com mais resenhas positivas no site. No Metacritic, o filme atingiu uma classificação de 73/100, com base em comentários de 35 críticos, indicando opiniões "geralmente positivas".
O programa de TV estadunidense Ebert and Roeper deu ao filme uma classificação de "dois polegares para cima". Roger Ebert disse: "Eu fiquei surpreso com o quão engraçado, doce e sábio o filme é" e "quanto mais você pensar, melhor [o filme] fica". A dupla fez pequenas críticas, com Ebert descrevendo "a forma como ela [Catherine Keener, como Trish] simpatiza com Andy", como "quase doce demais para ser engraçada", e Richard Roeper dizendo que o filme era muito longo e às vezes extremamente frustrante. Roeper escolheu o filme como o décimo melhor de 2005. Owen Gleiberman, do Entertainment Weekly, deu ao filme um A-, dizendo que Carell "desempenha ele [Andy] da forma mais engraçada e mais surpreendente possível: como um ser humano crível". Manohla Dargis, do The New York Times, chamou o filme de "comédia encantadora", observando que Carell transmite um "enorme carisma" e uma "versatilidade como ator" que era "fundamental para que este filme funcione tão bem".
O filme foi criticado por Harry Forbes, do Catholic News Service, por promover "a falsa premissa de que há algo intrinsecamente errado em um homem solteiro ser inexperiente no sexo", e pelo colunista conservador Cal Thomas por não ser uma "homenagem ao autocontrole ou à pureza".
Em dezembro de 2005, o filme foi escolhido pelo American Film Institute como um dos dez melhores filmes do ano, sendo o único filme de comédia a constar no Top 10.